# Caunettes-en-Val
Caunettes-en-Val är en kommun i departementet Aude i regionen Occitanien  i södra Frankrike. Kommunen ligger  i kantonen Lagrasse som ligger i arrondissementet Carcassonne. År 2022 hade Caunettes-en-Val 56 invånare.

## Befolkningsutveckling
Antalet invånare i kommunen Caunettes-en-Val
Referens: INSEE